# Boczanica
Boczanica (ukr. Бочаниця) – wieś na Ukrainie w rejonie hoszczańskim, w obwodzie rówieńskim.

## Historia
Przed II wojną światową miejscowość znajdowała się w granicach Polski w gminie Sijańce (powiat zdołbunowski) w województwie wołyńskim. Boczanica należała do parafii Najświętszej Marii Panny Królowej Polski w Hłuboczku.
30 września 1924 w Boczanicy 40 osobowa ukraińska banda zaatakowała dwa polskie oddziały saperów po 45 żołnierzy każdy.

## Zabytki
- pałac - zbudowany w 1840 r. przez Gracjana Lenkiewicza-Ipohorskiego w stylu późnoklasycystycznym. Piętrowy budynek znalazł się w gronie najwspanialszych pałaców na Zachodnim Wołyniu[4]. Symetryczny obiekt posiadał piękne meble i dzieła sztuki, które w posagu wniosła Elżbieta Grabowska oraz bibliotekę, portrety rodzinne, obrazy, m.in. Henryka Siemiradzkiego, gobeliny, kolekcję szkła, porcelany i starych sreber; kominki, piece ozdobione ładnymi kaflami i żyrandole[4]. Pałacu, który uległ pożodze przed I wojną światową nie odbudowano. Marszałek powiatu ostrogskiego Gracjan Lenkiewicz (ur. 1787) z Honoratą ks. Światopełk-Czetwertyńska na Starej Czetwertni (ur. 1780) mieli czterech synów, urodzonych około 1810 r.: Feliksa, Jana Romualda (ur. 1813), Leona, Wiktora oraz córkę Oktawię (1808-1882)[5], którzy pomarli nie pozostawiając potomków. Ostatnim właścicielem, do 1939 r., był Adam Czosnowski, który był mężem Elżbiety Grabowskiej[6]. Obecnie nie istnieje.
- cerkiew drewniana prawosławna pod wezwaniem św. Eliasza, zbudowana w 1759[7].
- w jednym z domów wsi zorganizowano muzeum[8].